# Proof (2005)
Proof is een Amerikaanse dramafilm uit 2005, geregisseerd door John Madden. De hoofdrollen in deze film zijn voor Gwyneth Paltrow, Jake Gyllenhaal, Anthony Hopkins en Hope Davis. Het werd geschreven door Rebecca Miller, en werd gebaseerd op het gelijknamige toneelstuk van David Auburn. Het verhaal gaat over de dochter, Catherine (Gwyneth Paltrow), van een briljant wiskundegenie (Anthony Hopkins). Dat wiskundegenie is in de laatste jaren van zijn leven gek geworden en is uiteindelijk gestorven. Catherine heeft de gave van haar vader geërfd. Ze is hier alleen niet zo blij mee, omdat ze bang is dat ze net als hij ook gek zal worden. Haar zus Claire (Hope Davis) gelooft ook werkelijk dat ze al gek is of zal worden. Het is uiteindelijk Hal (Jake Gyllenhaal) die haar doet inzien dat ze positief moet zijn over haar gave en niet bang moet zijn om net als haar vader te eindigen.

## Titel
De titel Proof zouden we in het Nederlands kunnen vertalen als Bewijs of Bewijsstuk, uit de wiskunde.

## Rolverdeling
- Gwyneth Paltrow - Catherine, dochter van Robert het wiskundegenie, die zelf ook een wiskundegenie is;
- Anthony Hopkins - Robert, vader van Catherine en Claire, en briljant wiskundegenie;
- Jake Gyllenhaal - Hal Dobbs, voormalig student van Robert;
- Hope Davis - Claire, dochter van Robert en zus van Catherine, die zelf niets kent van wiskunde.

## Verhaal
Het verhaal speelt zich af in Chicago. De film begint wanneer Catherine (Gwyneth Paltrow) weer eens diep in gedachten verzonken is en denkt aan herinneringen van haar vader Robert (Anthony Hopkins) die een briljant wiskundegenie was. Was, omdat haar vader nog maar enkele dagen geleden gestorven is. Catherine heeft de afgelopen 5 jaren voor haar vader gezorgd omdat hij gek was, een schrijfgek.
Omdat Robert een briljant wiskundegenie was, wil Hal (Jake Gyllenhaal), voormalig student van Robert, Roberts 103 notitieboeken doornemen om na te gaan of er iets geniaals in staat. Catherine ziet het niet meteen zitten om haar deur open te zetten voor Hal om alle notitieboeken te doorsnuffelen. Hal maakt zich op een gegeven moment verdacht dat hij werk van Catherines vader zou willen stelen om hier zelf munt uit te slaan. Wanneer Catherine de rugzak van Hal doorzoekt vindt ze niets, maar onder zijn jas vindt ze een notitieboek. Ze beticht Hal onmiddellijk van diefstal en belt de politie. In het notitieboek staan slechts enkele prachtige woorden over Catherine, haast een ode aan haar. Hal wilde het haar gewoon als verjaardagscadeau geven, ze zou het zelf nooit hebben gevonden tussen al die boeken van haar vader.
Een dag later is het de begrafenis van Robert. Claire (Hope Davis), Catherines zus, komt op die dag aan in het ouderlijk huis in Chicago. Zijzelf woont al lange tijd in New York. Het verjaardagscadeau van Claire is dat ze haar zus meeneemt om een dag te gaan winkelen. Op de begrafenis zelf komt Catherine tijdens een lied erg abrupt aan de micro te staan. Haar woorden zijn hard en onversneden over haar vader. Op het einde van haar stukje zegt ze zelfs dat ze blij is dat hij dood is. 's Avonds is er een receptie voor de dood van Robert in het ouderlijk huis. Het rockgroepje waar Hal in meespeelt mag ook even optreden. Ze spelen onder andere het nummer "i" (het wiskundig imaginair getal i, met een kleine letter I). Dit liedje is een nummer waarin 3 minuten lang niets gezegd of gespeeld wordt. Door alles wat Hal inmiddels gedaan heeft, heeft Catherine een maximaal vertrouwen gekregen in hem. Op het einde van de avond, zonderen ze zich af in Catherines kamer waar ze in bed belanden.
De volgende ochtend geeft Catherine een sleuteltje aan Hal en hij loopt met het sleuteltje naar Roberts bureau. Intussen is Claire wakker geworden en tracht ze Catherine te overtuigen om te verhuizen naar New York zodat ze op haar zus kan passen. Ze is namelijk niet helemaal overtuigd dat haar zus in gehele mentale gezondheid verkeert. Hal komt opnieuw de trap afgelopen en heeft in een gesloten lade een notitieboek gevonden. In het notitieboek staat een fantastisch, maar moeilijk en ingewikkeld wiskundig bewijs. Catherine beweert dat zij dit heeft geschreven maar noch Claire, noch Hal kunnen dit geloven. Ze zijn ervan overtuigd dat dit geniale bewijs van Robert moet komen. Claire vindt dat Catherine moet bewijzen dat dit bewijs van haar komt, maar dit is moeilijk. Hal begrijpt nog niet alle delen van het bewijs en besluit met dit bewijs naar medestudenten en professoren te trekken. De emoties worden Catherine te veel en ze besluit te verhuizen naar New York. Het ouderlijk huis wordt verkocht. Net wanneer Claire en Catherine op het punt staan de taxi te nemen naar de luchthaven komt Hal aangerend met het notitieboekje met het bewijs. Hal zegt dat hij nu wel gelooft dat Catherine het geschreven heeft omdat er veel 'nieuwe' wiskunde in gebruikt wordt. Catherine moet er niets meer van weten en vindt dat Hal haar vertrouwen geschonden heeft. Ze zet door en gaat met haar zus naar de luchthaven. Hal slaagt er nog net in het notitieboekje door het raampje van de taxi te gooien. In de luchthaven, wachtend op het vliegtuig, raakt Catherine opnieuw diep in haar gedachten verzeild bij haar vader. Hierna besluit ze onmiddellijk terug te keren naar huis. Claire tracht haar nog tegen te houden, maar het lukt haar niet.
Catherine zit op een bankje bij de Universiteit van Chicago waar Robert lesgaf en Hal dat nu doet. Hal ziet Catherine op het bankje en gaat ernaartoe. Catherine biecht aan Hal op dat haar echte probleem is dat ze bang is dat ze op haar vader lijkt. Hal draait dit om door het positieve te laten inzien (het wiskundige genie), en probeert haar duidelijk te maken dat er echt niets verkeerd met haar is. Catherine en Hal besluiten samen om het bewijs eens samen door te nemen, om toch maar te bewijzen dat Catherine het wel echt geschreven heeft. Ook al is dit niet echt een bewijs, zo kan ze laten zien of ze de wiskunde van het bewijs begrijpt.

## Locatie
Robert (Anthony Hopkins) onderwees wiskunde aan de Universiteit van Chicago. Vele scènes werden hier gefilmd, maar de faculteit wiskunde zelf (Eckhart Hall) werd niet gebruikt in de film. Het stukje waarin Catherine aan het fietsen is, noemt men ook wel de Midway Plaisance.

## Prijzen
Gwyneth Paltrow was genomineerd voor de Golden Globe als "Beste Actrice" in Proof maar ze verloor van Felicity Huffman.